# Bollporslinsblomma
Bollporslinsblomma (Hoya parasitica) är en art i familjen oleanderväxter. Arten odlas som krukväxt i Sverige.

### Webbkällor
- Svensk Kulturväxtdatabas